# Actinodaphne latifolia
Actinodaphne latifolia är en lagerväxtart som beskrevs av Teschn.. Actinodaphne latifolia ingår i släktet Actinodaphne och familjen lagerväxter. Inga underarter finns listade i Catalogue of Life.